# Elba (Nueva York)
Elba es un pueblo ubicado en el condado de Genesee en el estado estadounidense de Nueva York. En el año 2000 tenía una población de 2.439 habitantes y una densidad poblacional de 26.4 personas por km².

## Demografía
Según la Oficina del Censo en 2000 los ingresos medios por hogar en la localidad eran de $46,161, y los ingresos medios por familia eran $51,058. Los hombres tenían unos ingresos medios de $37,244 frente a los $24,688 para las mujeres. La renta per cápita para la localidad era de $18,470. Alrededor del 6.5% de la población estaban por debajo del umbral de pobreza.